# Marjan Beijering

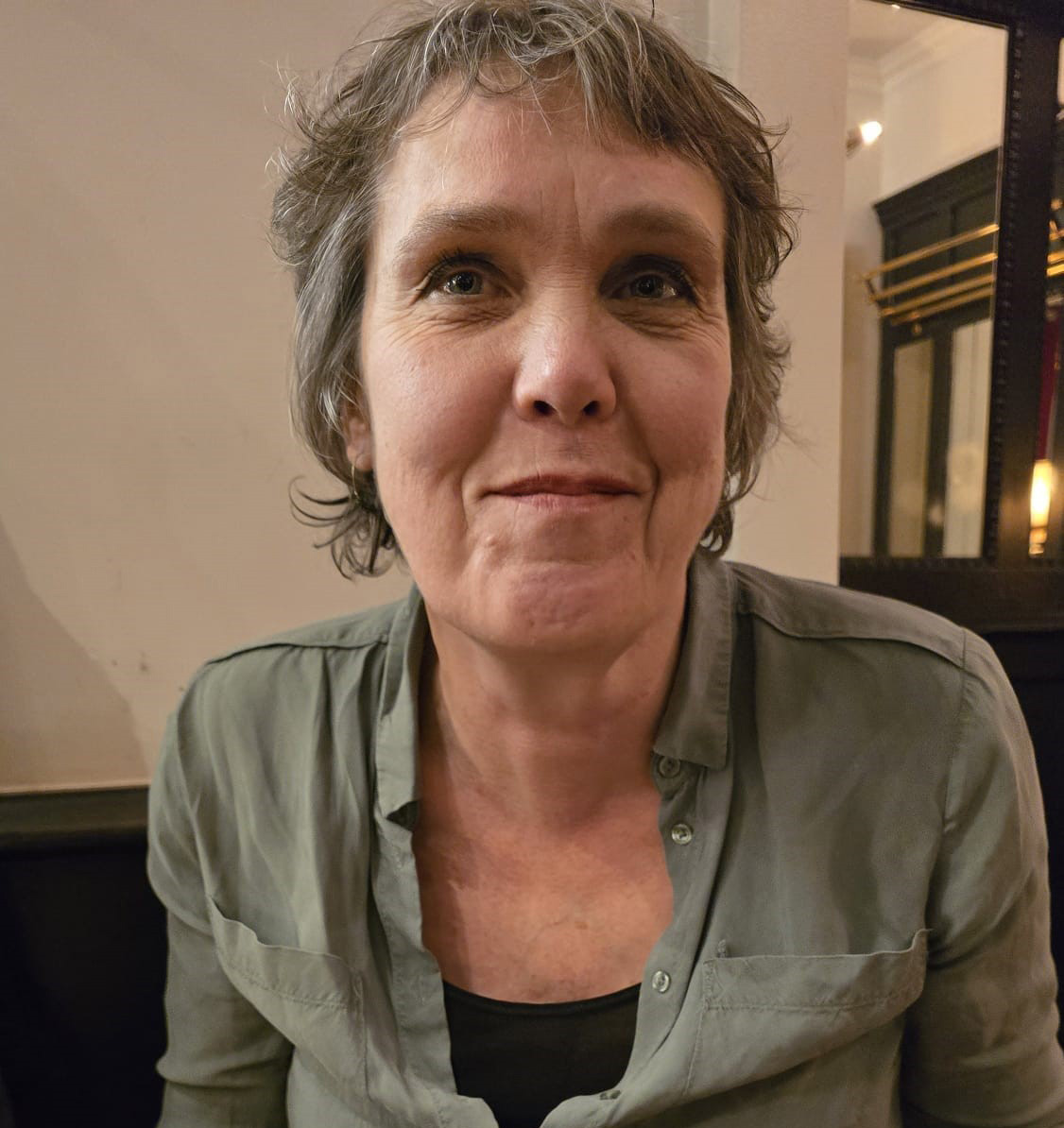
Marjan Beijering in 2024.

Marjan Jantje Beijering (Meppel, 19 december 1964) is een Nederlands historica, journaliste en docent. Haar expertise ligt op het gebied van vrouwengeschiedenis, oral history en de regio Rotterdam. Zij is de biografe van thrillerschrijver Janwillem van de Wetering.

## Opleiding
Marjan Beijering volgde de opleiding HBO-Jeugdwelzijnswerk in Rotterdam, 1982-1986. Zij studeerde vervolgens maatschappijgeschiedenis aan de Erasmus Universiteit, 1987-1992. Van 2004 tot 2006 volgde zij de eerstegraads lerarenopleiding geschiedenis aan het Interfacultair Centrum voor Lerarenopleiding, Onderwijsontwikkeling en Nascholing (ICLON) van de Universiteit Leiden. In 2017-2018 volgde zij de Beleidscursus ‘Van buiten naar binnen’ voor Rijksambtenaren.

## Werk
Van 1993 tot 1997 werkte Beijering voor de interne communicatie van de Stichting Jeugdzorg Rotterdam/ Zuid-Holland Zuid. In dit kader verscheen ook de publicatie 100 jaar Jeugdzorg in Rotterdam over de voogdijverenigingen Pro Juventute en Humanitas Rotterdam. 
Van 1997 tot 1998 werkte Beijering voor de interne communicatie en tentoonstellingspromotie van het Museum voor Volkenkunde in Rotterdam. 
Beijering werkte van 2005 tot 2010 als docent geschiedenis aan het Groen van Prinsterer Lyceum in Vlaardingen. In 2011-2012  was zij projectbegeleider bij colleges over cultureel erfgoed en Noord-Zuidverhoudingen, docent geschiedenis en studieloopbaancoach aan het Instituut voor Lerarenopleidingen van de Hogeschool Rotterdam.
In 2014 verrichtte zij onderzoek naar de jeugdzorg tussen 2005 en 2014 door en in opdracht van de Stadsregio Amsterdam.
Zij werkte van 2015 tot 2017 als projectmedewerker vernieuwing en plaatsvervangend clustermanager bij het College voor Toetsen en Examens (CvTE), waar zij o.m. verantwoordelijk was voor de totstandkoming van de website www.ikhebeenexamenklas.nl. 
In opdracht van het Kenniscentrum Immaterieel Erfgoed Nederland schreef zij in het voorjaar van 2019 een notitie over het borgen van het immaterieel erfgoed en de ondernemerscultuur van de West-Kruiskade in Rotterdam. 
Marjan Beijering schreef de biografie van de schrijver Janwillem van de Wetering, Op zoek naar het Ongerijmde (2021)
Beijering publiceerde verspreide artikelen in o.m. het Rotterdams Onderwijsmagazine, Rotterdams tij, 0/25, tijdschrift over jeugdwelzijn, jeugdzorg, jeugdbeleid, in het Rotterdams Jaarboekje (2015), De Parelduiker (2019), Kroniek, het blad van Historisch Genootschap Roterodamum (2020).

## GeschiedenisLab
In 1998 zette Marjan Beijering het historisch onderzoeksbureau GeschiedenisLab op. Het bureau voert veel projecten in Rotterdam uit en maakt daarbij frequent gebruik van methodes van oral history. Tussen 2003 en 2013 werkte Beijering samen met Willy Hilverda.
Projecten die het bureau realiseerde waren:
- Storia de nhas pais[5]: een oral history-project waarin jonge Kaapverdianen hun (groot)ouders interviewden, als onderdeel van het project Rotterdam Vertelt.
- ggdghor/Ikidea: interviews met crisismedewerkers over wat er nodig is om beter voorbereid te zijn op een volgende pandemie, ten behoeve van taalanalyse.
- project 'Midden Delfland is Mensenwerk', audiotour (2004)[6]
- DIG IT UP (2011)[7], algemene projectleiding en expositie 'Hoor Haar' (2022)[8]
- Armoede Live, Sociale Alliantie, in samenwerking met Ellie Smolenaars; interview met Irving Eleanora (2007)[9][10] en vervolgproject tien jaar later (2017)[11]
- Schuilen onder de spoorbogen, in samenwerking met Willy Hilverda (2009)[12]
- Gerse Vrouwen: een oral historyproject waarbij crisismedewerkers werden geïnterviewd ten behoeve van taalanalyse.[13][14]
- Warm Rotterdam: gesprekken met informele hulporganisaties over dienstverlening aan Rotterdammers die in armoede leven. Onderzoek naar armoede en ziektekosten, onderzoek naar hoe de gemeente mensen in armoede beter kunnen bereiken (2022-2024).[15]
- Workshops oral history voor medewerkers van Het Nieuwe Instituut (2024), Maritiem Museum Rotterdam (2023), studenten (EUR) en erfgoedvrijwilligers (Dig It Up).
- TextielMuseum Tilburg, vier oral history-interviews met voormalige textielarbeiders/ rondleiders met als doel het borgen van hun kennis en ervaringen (2023-2024).
- Universiteit Twente: een in 2024 gestart oral history-project waarbij in samenwerking met oude medewerkers van Gewis een twintigtal interviews worden gemaakt met de eerste lichtingen studenten vanaf 1964.
- ESHCC, Erasmus Universiteit, college ‘Migration & Food history’ aan masterstudenten geschiedenis (voorjaar 2024).
- Project van het Rotterdamse Vrouwenjaar 2025: Vrouwen van Rotterdam[16]

## Boekpublicaties
- Marjan Beijering, "We hebben ons altijd uit de naad gewerkt..."; ouder worden in Rotterdam, vroeger en nu. Rotterdam: Pluspunt, 1994.
- Marjan Beijering, 100 jaar jeugdzorg in Rotterdam: Pro Juventute, Humanitas. Rotterdam: Stichting Jeugdhulp, [1996].
- [Marjan Beijering & Paul Emonts ; eindred. Richard Stuivenberg], Anders ouder worden: eenmaal begonnen, voor altijd verkocht; 25 jaar informatiebijeenkomsten voor en door ouderen. Rotterdam: Stichting Pluspunt, 1998.
- Marjan Beijering, Moordlied in Drenthe; in het spoor van herinneringen. [Redactie: Michiel Gerding ... et al.] Utrecht/Beilen: Stichting Nederlands Centrum voor Volkscultuur; Steunpunt Monumentenzorg Drenthe; Stichting Het Drentse Boek, 1999.
- [Redactie: Marjan Beijering et al.; fotografie: Bas Czerwinski], Rotterdam is vele steden, een voorlopige evaluatie. Rotterdam : Rotterdam Stichting 2001, Culturele hoofdstad van Europa, 2001.
- Bloemhof; zeventig jaar spelen op straat. [Tekst: Marjan Beijering; fotografie: Tineke de Lange]. Rotterdam : Maaskoepel, 2001. (Reeks: Stadsverhalen Rotterdam 4.)
- Marjan Beijering (red.), Gedeeld verleden, gezamenlijke toekomst; aspecten van de Nederlandse koloniale geschiedenis; lezingen en discussies in Rotterdam. Rotterdam: Stichting Gedeeld Verleden, Gezamenlijke Toekomst, 2004.
- Gevaarlijk & talentvol; zeventig jaar mensbeelden in armenzorg en bijstand. [Auteurs: Ellie Smolenaars, Marjan Beijering; met bijdragen van: Mark Rutte et al. ; eindredactie Marjan Beijering et al.] Utrecht: Divosa [Vereniging van Directeuren van Overheidsorganen voor Sociale Arbeid], [2004].[17]
- Sfinx. Geschiedenis voor de basisvorming. Leesboeken. 2 vmbo-kgt. Marjan Beijering [bijdrage, et al.]; red.: Maria van Haperen; concept: Jan de Vries. Utrecht [etc.]: ThiemeMeulenhoff, 2004. 2de druk. (Lesboeken, werkboeken en didactische handleidingen voor verschillende onderwijsniveaus.)
- Lalla Rookh, 1999-2004: 5 jaar; een uniek project voor en van Hindostaanse ouderen in Rotterdam. [Tekstproductie Geschiedenislab, Marjan Beijering; fotografie Chris Olij et al.; illustraties A10plus; vertaling Kiertie Autar]. Rotterdam: GeschiedenisLab; KVV (Stichting Katholieke Verplegings- en Verzorgingsinstellingen Rotterdam); Stichting Hindoestaanse Welzijnsorganisatie Apna Bhawan; Stichting Lalla Rookh, 2004.
- Het lied van je moeder! Het project heimweeliedjes. [Samenstelling: Marjan Beijering et al. ; eindredactie: Frances de Jong; illustraties: Chriztee Media Art]. Rotterdam: Geschiedenislab, [2011].[18]
- Marjan Beijering, Op zoek naar het ongerijmde; leven en werk van Janwillem van de Wetering. [Voorburg]: Asoka, 2021.